# Leo Mascaró
Leo Mascaró, también conocido como Leo Kapilevich (Can Picafort, 2 de agosto de 2003) es un futbolista español de ascendencia materna bielorrusa, lo que le ha hecho ir convocado con la selección bielorrusa. Se desempeña en la posición de defensa en el Real Club Recreativo de Huelva. 

## Carrera deportiva

### Clubes
Tras siete años en la cantera del Real Mallorca, llegando a jugar en el Mallorca "B" cinco encuentros en los que marcó un gol, en la temporada 2022-23 fichó por el Sevilla Atlético, filial del Sevilla F.C. hasta 2025 a pesar de las propuestas de la Società Sportiva Lazio, R.C.D. Espanyol y Villarreal C.F..
El 27 de junio de 2025 fichó por el Real Club Recreativo de Huelva.

### Selección
Internacional sub-19 por Bielorrusia, con la que debutó de la mano de Debutó en la sub-19 de Andrey Skorobogatko en 2021, fue convocado con la selección absoluta para la disputa de dos partidos correspondientes a la clasificación para la Eurocopa 2024 contra Israel y Andorra.

### Títulos
| Título             | Club                | País   | Año     |
| ------------------ | ------------------- | ------ | ------- |
| Tercera Federación | R.C.D. Mallorca "B" | España | 2021-22 |
| Segunda Federación | Sevilla Atlético    | España | 2023-24 |